# Perdre la tête
Pour plus de détails, voir Fiche technique et Distribution.
Perdre la tête (Lose Your Head) est un thriller allemand de  Stefan Westerwelle et Patrick Schuckmann sorti en 2013. 

## Synopsis
Dans le milieu des raves berlinoises, Luis (Tielve), un clubbeur espagnol, a une aventure avec Viktor un immigrant ukrainien, et se retrouve être le sosie d'un jeune grec disparu...  

## Fiche technique
- Titre : Perdre la tête
- Titre original : Lose Your Head
- Réalisation : Stefan Westerwelle, Patrick Schuckmann
- Scénario : Patrick Schuckmann
- Direction artistique :
- Décors :
- Costumes : Catia Sofia Pereira Garcia
- Montage : Ute Schall
- Musique : Freedarich, Touchy Mob
- Photographie : Julia Daschner
- Son : Ecki Plöttner
- Production : Patrick Schuckmann, Michael Schuckmann
- Sociétés de production : Mutter-Film Produktions UG & Co. KG
- Sociétés de distribution :
- Pays d'origine :  Allemagne
- Budget :
- Langue : Anglais
- Durée :
- Format : Couleurs -  Son Dolby numérique
- Genre : Thriller
- Dates de sortie :
- Allemagne : février 2013 (Berlinale 2013), 19 septembre 2013 en salles

## Distribution
- Fernando Tielve : Luis
- Marko Mandić : Viktor
- Sesede Terziyan : Elena
- Stavros Yagulis : Kostas
- Samia Muriel Chancrin : Grit